# Karel Alois Vinařický
Karel Alois Vinařický, dobovým pravopisem též Winařický (24. ledna 1803 Slaný – 3. února 1869 Vyšehrad) byl český vlastenecký kněz, básník, spisovatel a překladatel, jedna z nejvýznamnějších osobností českého národního obrození a (spolu s Františkem Douchou) spoluzakladatel české literatury pro děti. Účastnil se také debat o reformě českého pravopisu (byl zastáncem progresivních úprav, především se zasazoval o tzv. úpravu skladnou). Užíval také pseudonym Karel Slánský, J. Slánský.

## Život
Narodil se v rodině poněmčeného českého řemeslníka. Vzdělání získal v němčině, už na gymnáziu ve Slaném se ale zapojil do českého národního hnutí a začal se učit česky. Zajímal se především o historii. Když v roce 1818 začal v Praze studovat filosofii (v té době bylo dvouleté studium filosofie povinné před vystudováním jakékoliv vysoké školy), zapojil se velmi intenzivně do vlasteneckého života. Byl také silně ovlivněn svým učitelem Bernardem Bolzanem, kterého si po celý život velmi vážil, ale jehož osvícenské názory se brzy změnily v přísný konzervativismus.
Po studiích vstoupil do semináře, kde se také začal věnovat prvním literárním pokusům. Studium přerušil, protože byl vybrán jako vychovatel potomků rodu Šliků, studoval dále dálkově. I po vystudování se ale živil jako vychovatel a působil v různých šlechtických rodinách, čímž si získal přátele mezi vlasteneckou šlechtou i soudobými českými buditeli, zejm. F. L. Čelakovským. Začal publikovat básně a překlady antických klasiků.
V roce 1828 se podílel na založení Časopisu pro katolické duchovenstvo, v němž později působil jako korektor a redaktor a v kterém publikoval svá díla. Získával postupně různé církevní funkce v Praze, od roku 1829 byl ceremoniářem pražského arcibiskupa Václava Leopolda Chlumčanského, který byl příznivě nakloněn českým snahám v oblasti rozvíjení národní kultury a proslul jako filantrop. Vinařický mu večer čítal z českých knih i z Časopisu pro katolické duchovenstvo.

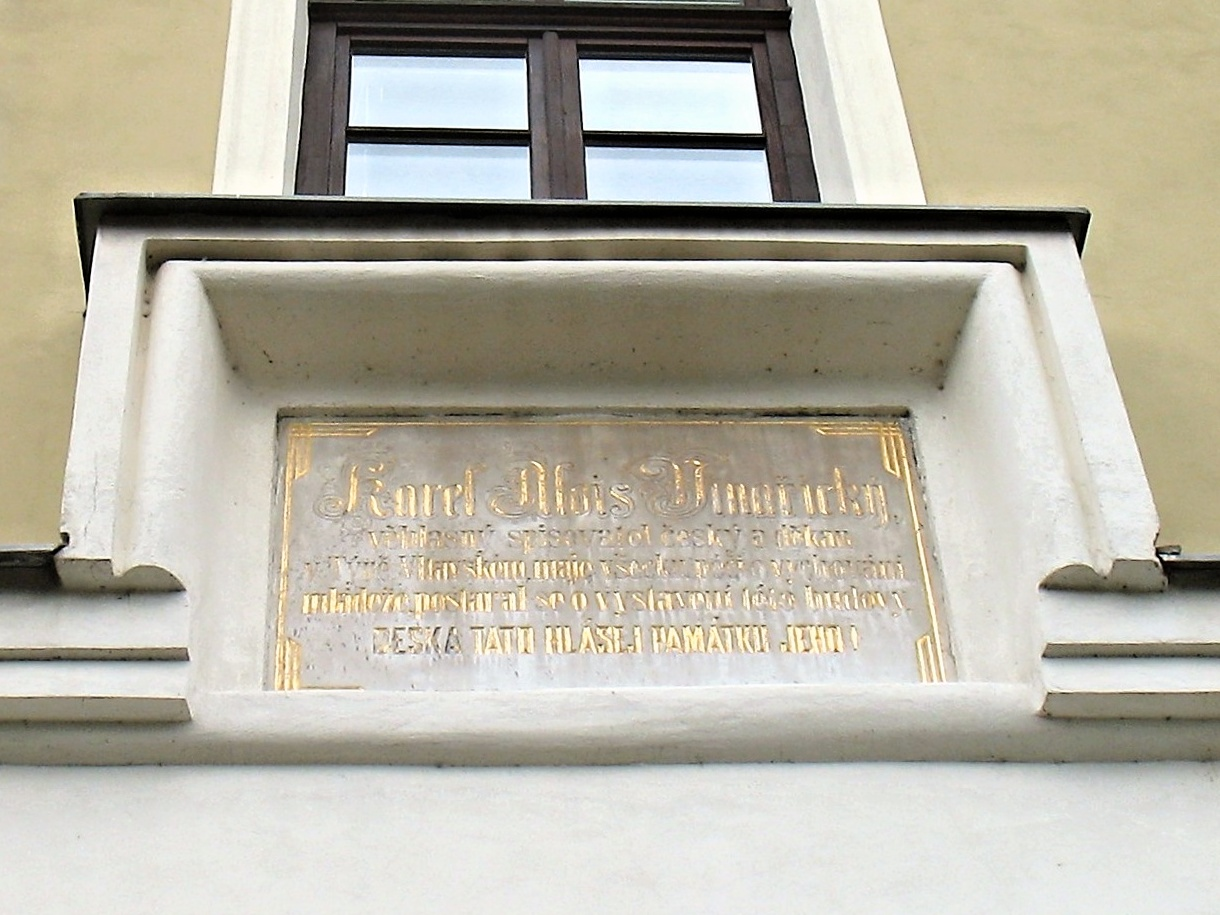
Pamětní deska na budově školy na Vinařického náměstí v Týně nad Vltavou

V roce 1833 se stal farářem ve vsi Kováň, kde byl často navštěvován vlasteneckými přáteli a kde vytvořil velkou část svého literárního díla. Věnoval se obrodě českého školství a snažil se prosadit češtinu jako vyučovací jazyk, psal učebnice, příručky pro učitele a jako pedagogickou pomůcku své dětské básně.
Během revolučního roku 1848 se zapojil i do politického dění. Ve volbách roku 1848 byl zvolen do rakouského ústavodárného Říšského sněmu. Zastupoval jako kováńský "děkan" volební obvod Mladá Boleslav. Patřil ke sněmovní slovanské pravici. Účastnil se jednání sněmu ve Vídni, později v Kroměříži. Rezignace na mandát byla oznámena v lednu 1849. O pár dní později se Vinařický dostavil na schůzi parlamentu a požádal o odložení rezignace do doby, než se ujme mandátu nově zvolený poslanec. V únoru 1849 již je zmiňován jako rezignovavší. V seznamu poslanců z ledna 1849 nefiguruje.
Jeho přítelem a švagrem byl Jan Krouský z nedalekých Katusic, vlastenecký rolník a podporovatel české literatury, který skládal nápěvy na Vinařického poezii pro děti. Neúspěšně kandidoval na místo poslance Říšského sněmu uvolněné roku 1849.
Vinařického politická anabáze z let 1848-1849 skončila jeho přeložením z Kováně na místo děkana v Týně nad Vltavou. V Týně nad Vltavou se zasloužil o výstavbu nové české školy, později nazývané Vinařického škola. Náměstí, kde byla škola postavena, bylo později přejmenováno na Vinařického náměstí.
V roce 1859 se stal kanovníkem vyšehradské kapituly a pohyboval se jako uznávaná osobnost v pražských vlasteneckých kruzích. Vytvářel výbory ze své literární tvorby, ujal se redakce Časopisu katolického duchovenstva, ve kterém často polemizoval se svými odpůrci. V roce 1860 se podílel na založení sdružení Dědictví sv. Prokopa, jehož cílem bylo vydávání českých teologických spisů.

## Dílo
Vlastní poezii tvořil Vinařický v duchu dobového klasicismu. Využíval zejména časoměrný verš, který dovedl k velké formální dokonalosti, jeho básně, původní i přeložené, vynikají velkou libozvučností a důmyslně pracují se zvukovým charakterem českého jazyka. Jeho nejvýznamnějším dílem je vlastenecká sbírka Varito a lyra (1843), dále knihy Ohlas lyry starého veršovce (1835, navazuje na Václava Stacha, kterého si velmi cenil), Lyra (1836). Jeho básně (což Vinařický sám uznával) ale přes velkou formální a zvukovou dokonalost trpěly nedostatkem poetičnosti a zajímavosti obsahu, jde spíše o formalistické experimenty než o skutečnou poezii (příkladem může být např. velmi ceněná báseň Milina, v níž autor využívá pouze krátké samohlásky).
Vydal také několik sbírek určených dětem, tyto didaktické básničky byly přes malou literární hodnotu velmi oblíbené a užívaly se v pedagogické práci po celé 19. století, stejně jako jeho slabikář Abeceda česká (1838), učebnice a příručky pro české učitele. Vinařického básně ale byly velmi oblíbené i mezi dětmi a mnoho z nich zlidovělo, např. Tluče bubeníček, tluče na buben nebo Ivánku náš, copak děláš.
V několika alegorických skladbách (Sněmy zvířat) se projevil jako velmi duchaplný a vtipný satirik, kritizující z konservativního stanoviska stinné stránky své doby. Jeho satiry byly velmi oblíbené a byly za jeho života vydány hned několikrát.
Vytvořil také několik zcela neúspěšných dramatických pokusů, pseudohistorickou vlasteneckou tragédii Jan Slepý (1847), napodobující Shakespeara, a nedokončenou náboženskou hru Svatý Václav.
Jeho básnické překlady, převážně věnované antickým klasikům, jsou pořízeny časoměrným veršem. Jsou poměrně přesné a básnicky citlivé, jejich vadou je ovšem nepřirozený jazyk, vynucený obtížnou formou. Nejvýznamnější z nich je přetlumočení úplného díla Publia Vergilia Marona, tento překlad byl užíván až do 20. století. Pokoušel se i o překlady jiných antických i novodobých básníků (např. János László Pyrker), tyto překlady ale zůstaly jen ve stadiu úryvků.
Mimo to napsal, převážně německy, celou řadu historických a politických studií, článků a brožurek, zejména v pozdějším věku, kdy se více a více zapojoval do politických diskusí.